# Турция на зимних Олимпийских играх 2002
Турция принимала участие в Зимних Олимпийских играх 2002 года в Солт-Лейк-Сити (США) в тринадцатый раз за свою историю, но не завоевала ни одной медали.
Знаменосцем выступил	Атакан Алафтаргил. Келиме Четинкая стала первой в истории турецкой спортсменкой, принимавшей участие в Зимних Олимпийских играх.

## Состав сборной
Сборная страны состояла из 3 спортсменов: двух мужчин и одной женщины, соревновавшихся в горнолыжном спорте и лыжных гонках.

## Результаты

### Горнолыжный спорт
Мужчины
| Спортсмен         | Соревнование | 1 спуск | 2 спуск | Результат | Результат |
| Спортсмен         | Соревнование | Время   | Время   | Время     | Место     |
| ----------------- | ------------ | ------- | ------- | --------- | --------- |
| Атакан Алафтаргил | Слалом       | 1:03,10 | 1:07,26 | 2:10,36   | 32        |

### Лыжные гонки
Мужчины
1,5 км свободным стилем, спринтерская гонка
19 февраля
| Спортсмен         | Квалификация | Квалификация | Четвертьфинал | Полуфинал     | Финал | Финал          |
| Спортсмен         | Время        | Место        | Четвертьфинал | Полуфинал     | Время | Итоговое место |
| ----------------- | ------------ | ------------ | ------------- | ------------- | ----- | -------------- |
| Себахаттин Оглаго | 3:18,24      | 61           | не участвовал | не участвовал | —     | 60             |

Мужчины 30 км свободным стилем, общий старт
Первая мужская гонка с общего старта в истории Олимпийских игр.
| Дата      | Спортсмен         | Результат      | Результат |
| Дата      | Спортсмен         | Время          | Место     |
| --------- | ----------------- | -------------- | --------- |
| 9 февраля | Себахаттин Оглаго | не финишировал | —         |

Женщины
1,5 км свободным стилем, спринтерская гонка
Первая в истории женская спринтерская лыжная гонка на Олимпиаде.
| Спортсменка     | Квалификация | Квалификация | Четвертьфинал  | Четвертьфинал  | Полуфинал      | Полуфинал      | Финал          | Финал          |
| Спортсменка     | Время        | Место        | Время          | Место          | Время          | Место          | Время          | Итоговое место |
| --------------- | ------------ | ------------ | -------------- | -------------- | -------------- | -------------- | -------------- | -------------- |
| Келиме Четинкая | 4:00,50      | 56           | не участвовала | не участвовала | не участвовала | не участвовала | не участвовала | не участвовала |

10 км (5 км классическим + 5 км свободным), гонка преследования
| Спортсменка     | 5 км классическим стилем | 5 км классическим стилем | 5 км свободным стилем | 5 км свободным стилем |
| Спортсменка     | Время                    | Место                    | Время                 | Итоговое место        |
| --------------- | ------------------------ | ------------------------ | --------------------- | --------------------- |
| Келиме Четинкая | 17:10,8                  | 67                       | не участвовала        | не участвовала        |